# Jüdischer Friedhof (Sankt Ottilien)

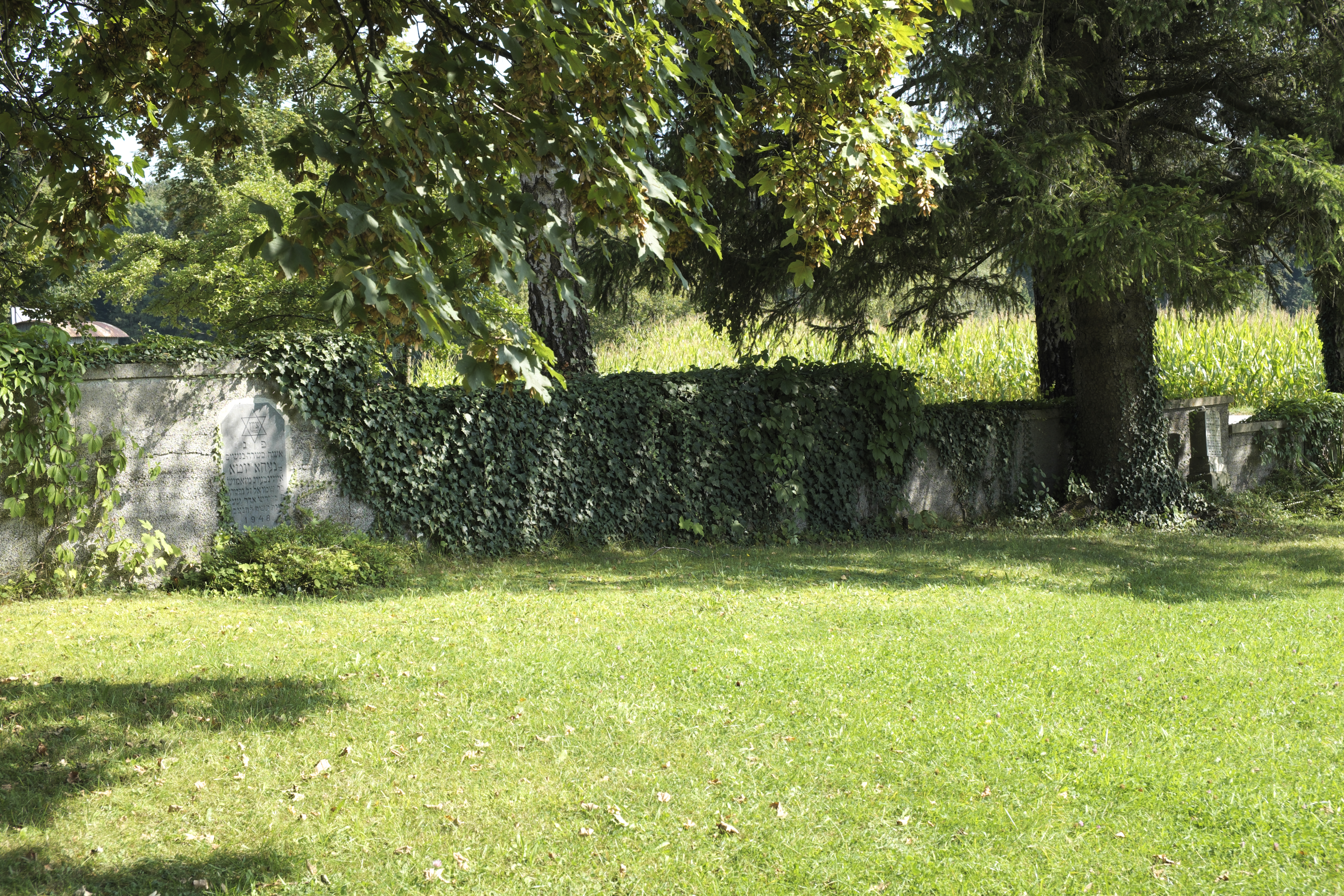
Jüdischer Friedhof in Sankt Ottilien

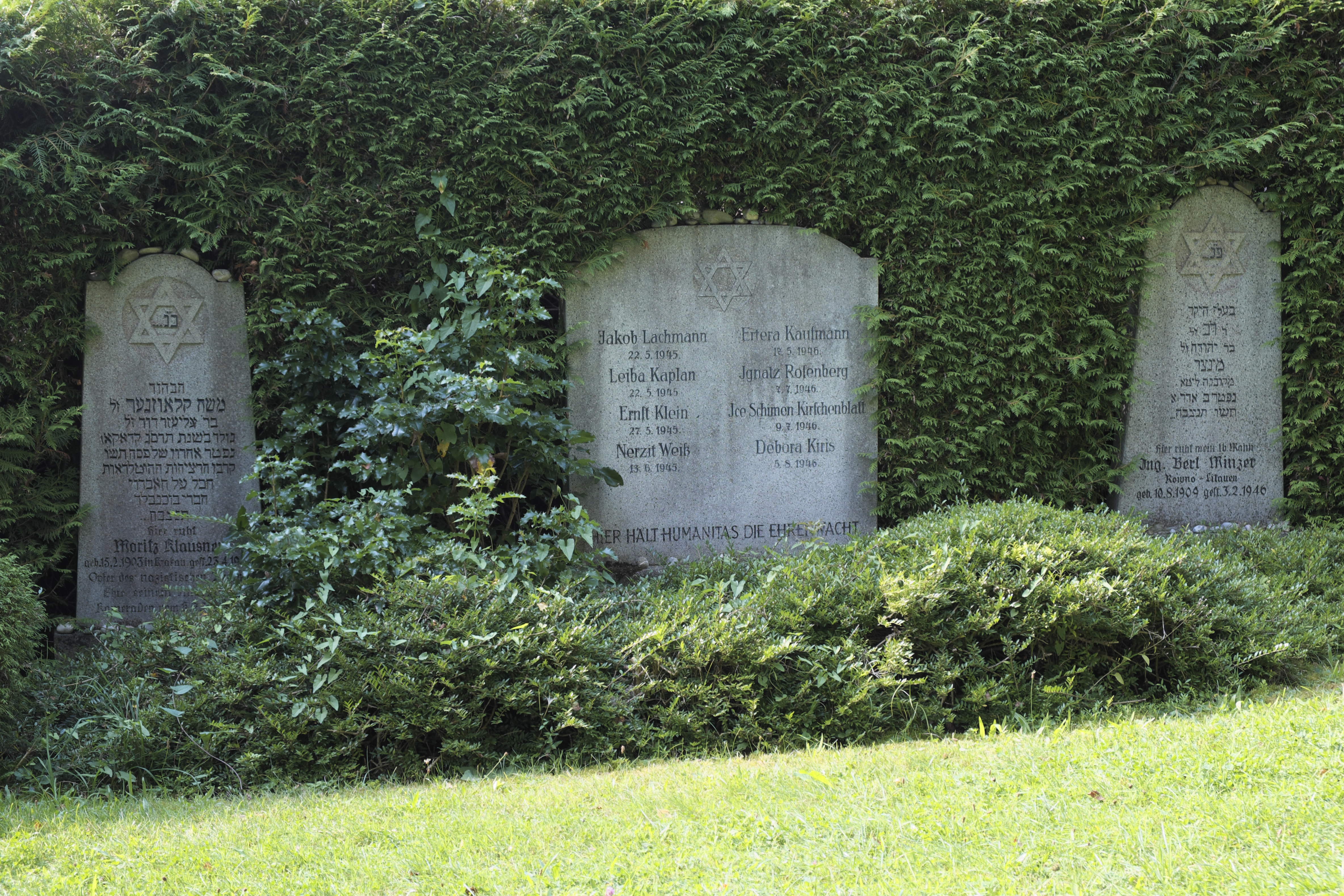
Grabsteine

Der Jüdische Friedhof in Sankt Ottilien, einem Gemeindeteil von Eresing im oberbayerischen Landkreis Landsberg am Lech, wurde 1945 errichtet. Der jüdische Friedhof, östlich des Klosterfriedhofs gelegen und mit einer Mauer davon getrennt, ist ein geschütztes Baudenkmal. Er wird von der Stiftung Bayerische Gedenkstätten gepflegt.
Nach dem Ende des Zweiten Weltkriegs wurde von den Alliierten in der Erzabtei Sankt Ottilien ein Krankenhaus für 450 ehemalige jüdische KZ-Häftlinge vor allem aus dem KZ-Außenlagerkomplex Kaufering eingerichtet. Ebenso wurden dort auch Displaced Persons untergebracht. Bis zur Auflösung des Krankenhauses im Jahr 1948 existierte hier eine jüdische Gemeinde, die ihr religiöses Leben pflegte.
Zwischen 1945 und 1948 wurden auf dem Friedhof, der außerhalb des Klosterareals gegenüber dem Bahnhof St. Ottilien liegt, 65 Personen jüdischen Glaubens beigesetzt. 1950 wurde der Friedhof umgestaltet und es wurden Gedenk- und Grabsteine aufgestellt. Ebenso wurde eine Einfriedungsmauer mit einem Eisentor errichtet. Nach Exhumierungen ist der Friedhof seit 1972 mit 46 Toten aus Konzentrationslagern und neun verstorbenen Zwangsarbeitern belegt. Die Bestatteten kamen aus Russland, Polen, Ungarn, Italien, Frankreich und Deutschland.